# باشگاه فوتبال فلکنبیز
باشگاه فوتبال فلکنبیز (انگلیسی: Falkenbergs FF) یک باشگاه فوتبال سوئدی است که در شهر فلکنبی واقع شده است. این باشگاه در ۳ ژانویه ۱۹۲۸ تاسیس شده و در حال حاضر، در سومین سطح لیگ های فوتبال سوئد فعالیت دارد.